# Глюгово
Глюгово (укр. Глюгове) — село в Вознесенском районе Николаевской области Украины.
Население по переписи 2001 года составляло 1 человек. Почтовый индекс — 56523. Телефонный код — 5134. Занимает площадь 0,011 км².

## Местный совет
56523, Николаевская обл., Вознесенский р-н, с. Прибужаны, ул. Одесская, 18